# КАМАЗ-53212
КАМАЗ-53212 — трёхосный бортовой крупнотоннажный грузовой тягач, выпускавшийся Камским автомобильным заводом (КАМАЗ) с 1978 по 2001 годы. на шасси КАМАЗ-53213. Является удлинённой версией базовой модели семейства КАМАЗ-5320.
Бортовые автомобили-тягачи КАМАЗ-53212 предназначены для работы автопоездами преимущественно с прицепами ГКБ-8352 того же типоразмера. Кузов — металлическая платформа с откидными боковыми и задним бортами. Настил пола — деревянный, предусмотрена установка тента. Кабина — трёхместная, откидывающаяся вперёд, с шумо- и термоизоляцией, оборудована местами крепления ремней безопасности, со спальным местом. Сиденье водителя — подрессоренное, регулируется по массе водителя, длине, наклону спинки. Автомобили КАМАЗ-53212 снабжены предпусковыми подогревателями двигателя.

## Технические характеристики
- Колёсная формула — 6 × 4
- Весовые параметры и нагрузки, а/м
  - Снаряжённая масса автомобиля, кг −8000
  - нагрузка на переднюю ось, кгс −3525
  - нагрузка на заднюю тележку, кгс −4475
  - Грузоподъёмность автомобиля, кг −10000
  - Полная масса автомобиля, кг −18225
  - нагрузка на переднюю ось, кгс −4290
  - нагрузка на заднюю тележку, кгс −13935
  - Грузоподъёмность а/м, кг — 10000
  - Полная масса прицепа, кг — 14000
- Двигатель
  - Модель — КАМАЗ-740.10/740.20
  - Тип — дизельный
  - Мощность кВт(л.с.) — 154(210)-161(220)
  - Расположение и число цилиндров — V-образное, 8
  - Рабочий объём, л — 10,85
- Коробка передач. Модель КАМАЗ-15
  - Тип — механическая, 5-ступенчатая + 2-ступенчатый делитель. Главная передача - 6.53
- Кабина
  - Тип — расположенная над двигателем,
  - Исполнение — со спальным местом
- Колеса и шины
  - Тип колёс — бездисковые
  - Тип шин — пневматические, камерные
  - Размер шин — 9.00R20 (260R508)
- Платформа
  - Платформа бортовая, с металлическими откидными бортами
  - Внутренние размеры, мм — 6090х2420
- Общие характеристики
  - Максимальная скорость, км/ч — 90
  - Запас топлива — 250 л
  - Расход топлива — ~25 л/100 км
  - Угол преодол. подъёма, не менее, % — 30
  - Внешний габаритный радиус поворота, м — 9,8

- - Система питания:
- Вместимость топливного бака, л −240
- Электрооборудование:
- Напряжение, В −24
- Аккумуляторы, В/Ачас — 2х12/190
- Генератор, В/Вт −28/1000

## Изображения

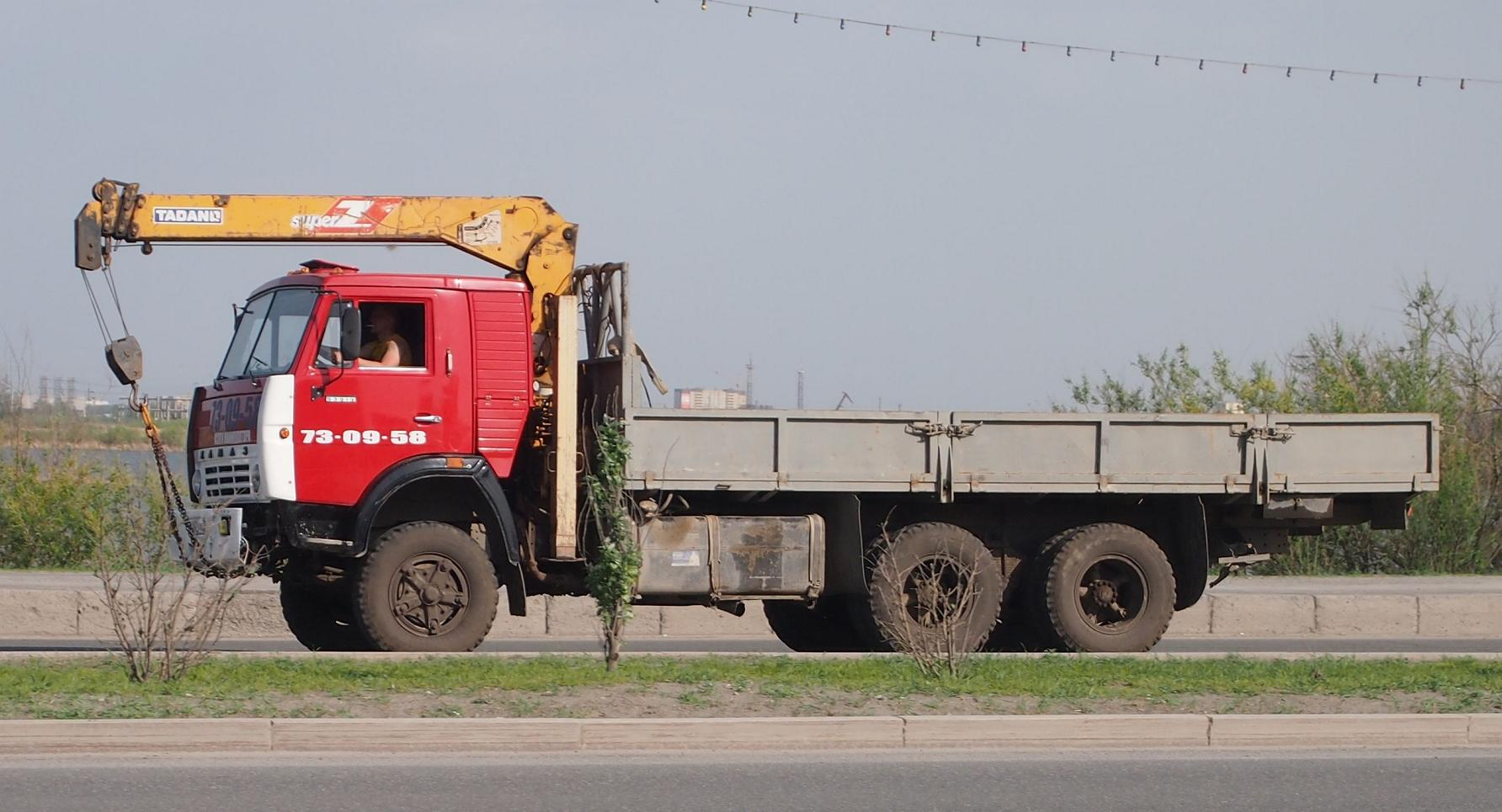
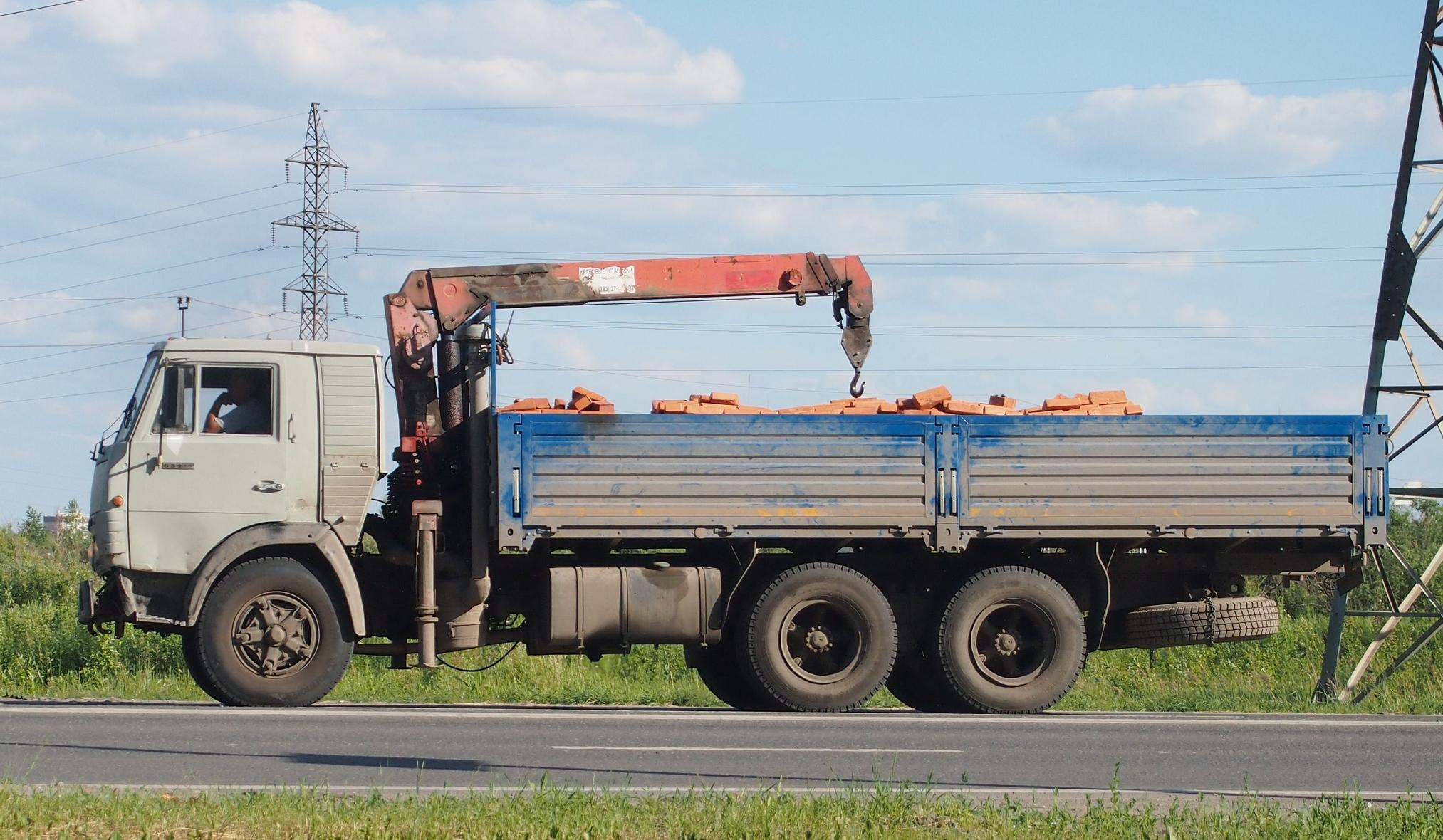
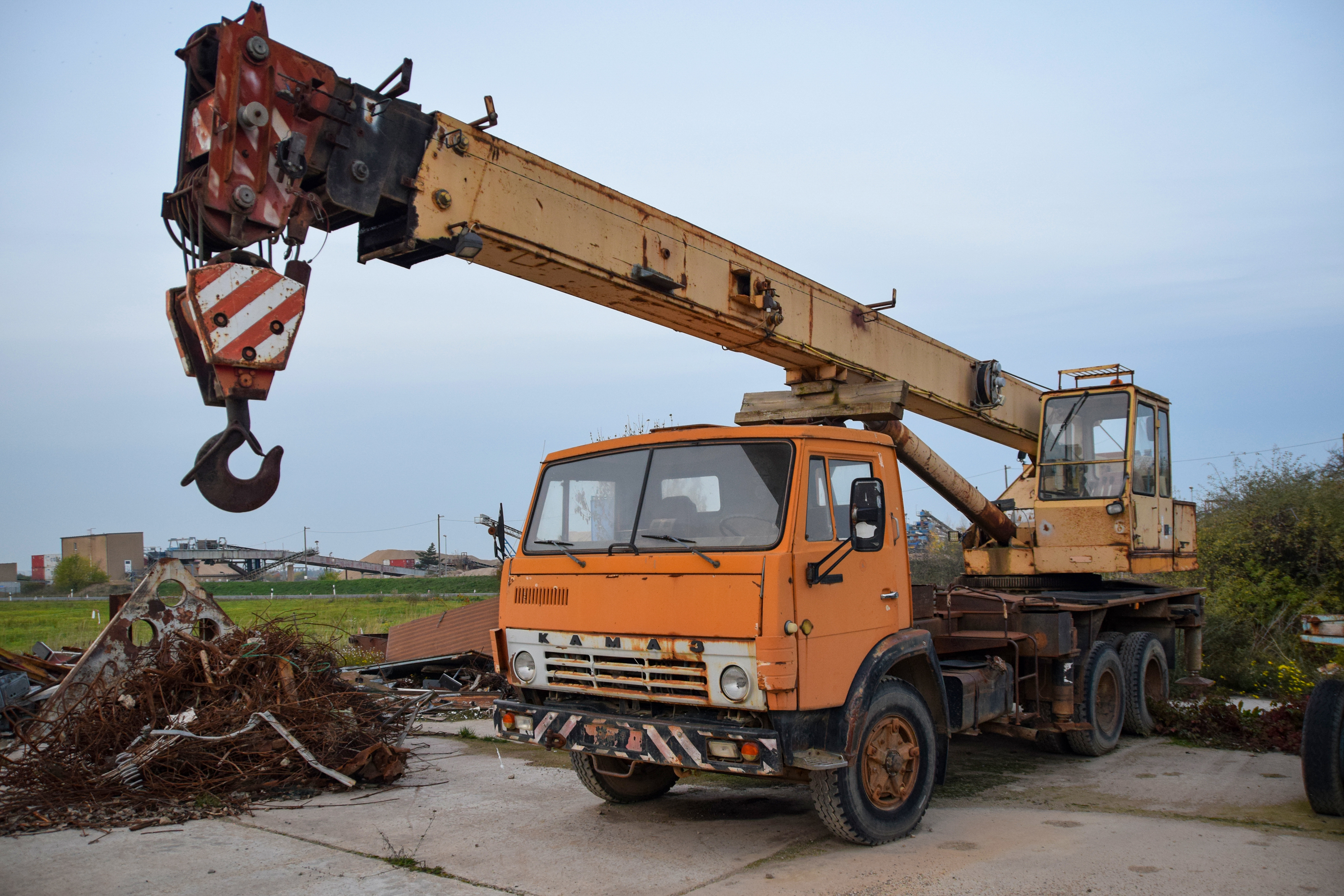

## В игровой и сувенирной индустрии
Казанским объединением «Элекон» выпускается масштабная модель КАМАЗ-53212 и его спецмодификации (цистерна, пожарная) КАМАЗ-53213 в масштабе 1:43.